# Oxymormyrus
Oxymormyrus (del grec oxys, afilat; mormyros, peix) és un gènere de peix elefant africà de la família mormyridae, descrit per primera vegada en 1874 per Pieter Bleeker per a l'espècie oxymormyrus zanclirostris, que Albert Günther classifica com el seu tipus.
En 1898, Boulenger la va annexar al gènere Mormyrops, mentre que alguns autors investigadors, en virtut de l'escassa evidència monofílica, la consideren com a part de la sinonímia dels Mormyrops, en contradicció amb l'evidència molecular.

## Morfologia
Els seus membres arriben a uns 25 a 27 cm de llarg i es limiten a les conques dels rius Congo, Ntem, Kouilou-Niari, Nyanga i Ogooué a l'Àfrica central.
En pertànyer a la família Mormyridae, tenen la capacitat de produir i analitzar febles camps elèctrics que utilitzen per a orientar-se, reproduir-se, alimentar-se i comunicar-se. Igual que la resta de gèneres de la seva família posseeixen un cerebel (o mormyrocerebellum) de gran mida i un cervell de mida proporcional al cos comparable al dels humans.
Són peixos sociables, la forma dels quals de reproducció és poc coneguda.

## Estat de conservació
Respecte a l'estat de conservació es pot indicar que d'acord amb la UICN, es pot catalogar en la categoria de «risc mínim (LC o LR/lc)».

## Taxonomia
- Oxymormyrus boulengeri (Pellegrin, 1900)
- Oxymormyrus zanclirostris (Günther, 1867)